# Jacopo Vinci
Jacopo Vinci (fl. XVIII secolo) è stato un giurista italiano del XVIII secolo.

Liburnen assecurationis, 1735 (Fondazione Mansutti, Milano).

Difese davanti ai Consoli del Mare di Pisa gli assicuratori della tartana San Niccolò e Santa Marina, naufragata vicino Corfù mentre navigava da Livorno a Cefalonia. Gli assicuratori erano stati condannati a risarcire un importo minore alla somma assicurata, poiché affermavano che il valore della nave fosse inferiore. Vinci al contrario chiedeva che gli assicuratori fossero condannati a pagare l'intero capitale assicurato.